# Далматинская епархия
Далматинская епа́рхия (серб. Епархија далматинска) — епархия Сербской православной церкви на территории Хорватии. Резиденция епархии находится в городе Шибеник, где располагается соборная церковь.
Далматинская епархия была учреждена в сентябре 1808 года в составе Константинопольского патриархата, а с 8 ноября 1813 года подчинялась Карловацкой патриархии. С 30 марта 1874 года до декабря 1918 года епархия была в юрисдикции автокефальной Буковинско-Далматинской митрополии, а с декабря 1918 года вошла в состав Сербской православной церкви.
В настоящее время правящий архиерей — епископ Никодим (Косович).

## Епископы
- после 1693—1716 — Савватий (Любибратич)
- 1716—1722 — Стефан (Любибратич)
- 1751—1762 — Симеон (Кончаревич)
- 1809 — 29 декабря 1828 — Венедикт (Кралевич) ПЭ
- 1829—1834 — Иосиф (Раячич)
- 1834—1836 — Пантелеимон (Живкович)
- 1843—1853 — Иерофей (Мутибарич)
- 17 мая 1853 — 28 января 1890 — Стефан (Кнежевич)
- 16 сентября 1890 — 19 января 1912 — Никодим (Милаш)
- 3 февраля 1913 — 1920 — Димитрий (Бранкович)
- 25 декабря 1921 — 2 января 1927 — Даниил (Пантелич)
- 1928 — 2 октября 1931 — Максимилиан (Хайдин)
- 2 октября 1931 — 27 августа 1952 — Ириней (Джорджевич)
  - 3 июня 1947 — 12 июня 1951 — Никанор (Иличич)  в/у, еп. Горнокарловацкий
- 29 июля 1951 — 9 августа 1959 — Симеон (Злокович)  в/у, еп. Горнокарловацкий
- 9 августа 1959 — май 1978 — Стефан (Боца)
- май 1978 — май 1992 — Николай (Мрджя)
- май 1992 — 15 мая 1999 — Лонгин (Крчо)
- 30 мая 1999 — 24 мая 2017 — Фотий (Сладоевич)
- c 1 октября 2017 года — Никодим (Косович)

## Наместничества
В состав епархии входят четыре архиерейских наместничества:
- Сплитское
- Шибеникское
- Книнское
- Бенковачкое

## Монастыри
Епархия насчитывает шесть монастырей:
- Драгович
- Крка
- Крупа
- Света Лазарица
- Святого Василия Острожского
- Святой великомученицы Недьеле